# ゴールデンボーイ
『ゴールデンボーイ』（原題：Apt Pupil）は、1982年に出版されたスティーヴン・キングの中篇小説集『恐怖の四季』に収められた小説。

## あらすじ
サンディエゴ郊外に住む13歳のトッドはある日、友達の家のガレージでコミックを探しているときに、古い戦争雑誌の束を見つける。ナチの強制収容所の様子が載せられたそれらの雑誌に夢中になったトッドは、第二次世界大戦や強制収容所に関する本を読み漁るようになる。
やがて、近所に住む老人が潜伏中のナチ戦犯であることを知った彼は、老人を執拗につけ回し、事実を明るみにしない代わりに戦時中に行った残虐行為を話すよう強要する。トッドは老人の話を聞くうちに邪悪さを目覚めさせてゆき、始めは渋っていた老人もまた、トッドの熱意に影響されるかのように生気を取り戻してゆく。
二人の狂気が引き起こす惨劇とは…。

## 映像化
- 出版当初から映像化の企画があり、『チャンプ』のリッキー・シュローダー主演で映像化が進められていた。新潮文庫版の解説でも触れられている。製作はそれなりに進んでいたものの、内容的にそのまま映像化することは困難であったこと、資金難等のトラブルから頓挫した。
- 1998年、ブライアン・シンガー監督で映画化された。内容的な問題からか、ラストが変更されている。